# Feijoada
A feijoada húsból (jellemzően pácolt sertés- és marhahúsból) és szemesbabból készült egytálétel. Portugál eredetű, és az egész portugál nyelvterületen ismert és népszerű. A brazil feijoada (feijoada à brasileira vagy feijoada completa) Brazília nemzeti ételének számít.

## Eredete
Legendák szerint az ültetvényeken dolgozó fekete rabszolgák találták fel a 19. századi Brazíliában; a valóságban azonban a feijoada-szerű egytálételek már a római korban megjelentek a Földközi-tenger vidékén, ezek leszármazottjai például a spanyol fabada és puchero, a francia cassoulet, az olasz cazzuola, vagy az arab fassulha. A Portugália északi részén ismert feijoada később a portugál gyarmatokon is elterjedt, az összetevők pedig a helyi körülmények szerint változtak (például manióka, vagy fehérbab helyett feketebab használata).
Neve a portugál feijão (bab) szóból származik.

## Változatai
- Feijoada à portuguesa (Portugália): fehér- vagy vörösbabból készül, és egyéb zöldségek is kerülhetnek bele (burgonya, paradicsom, sárgarépa).[4]
- Feijoada à brasileira (Brazília): feketebabból készítik, és rizzsel, szalonnával, farofával (pirított maniókaliszt), naranccsal szolgálják fel. Az ételnek több regionális változata van: Bahia államban például fekete- helyett vörösbabot használnak, és ezen felül más növényeket, például főzőbanánt vagy burgonyát is tesznek bele.[5] A brazil feijoada a 19. században lett népszerű, és a 20. században kinevezték az ország nemzeti ételének.[6]
- Feijoada à moda do Luanda (Angola): vajbabból készül, és tarlórépát is tesznek bele.[7]
- Feijoada à moda do Ibo (Mozambik): ötvözi a portugál és az afrikai konyhát. Mivel Ibo környékére a muzulmán vallás jellemző, nincs benne sertéshús (helyette csirke, bárány, garnélarák kerül bele).[8]
- Cachupa (Zöld-foki Köztársaság): számos húsfélét (az eredeti, régi változat főként halat) tartalmaz.[9]

## Elkészítése
A feijoadához általában pácolt, füstölt húst használnak (carne seca, choriço kolbász, sertésborda, csülök), bár egyes receptek friss húsból készítik. A hagyományos feiojada sertéskörmöt, fület, farkat is tartalmaz. Olajban megpirítják a kolbászt, hagymát, fokhagymát, majd hozzáadják a többi összetevőt annyi vízzel, amennyi ellepi, és addig főzik, ameddig a bab megpuhul (jellemzően 2½ óra).